# اورلی روژ
اورلی روژ (انگلیسی: Aurélie Rouge؛ زادهٔ ۲۵ مهٔ ۱۹۹۲) بازیکن فوتبال اهل فرانسه است.
وی همچنین در تیم ملی فوتبال Martinique بازی کرده‌است.